# Kolegij osemnajstih
Kolegij osemnajstih (francosko Collège des Dix-Huit) je eden izmed najstarejših kolegijev stare Univerze v Parizu.

## Zgodovina
Kolegij je ustanovil Anglež po imenu de Josse leta 1180, da bi obdaril 18 učenjakov, blizu stolnice Notre-Dame v Parizu. Kolegij se je nato preselil v stavbe kolegija Calvy blizu kolegija Sorbonne. Mejil je na južno stran ulice rue des Poirées.

## Ustanovno besedilo
Prevedeno iz francoščine se ustanovno besedilo glasi: "Mi, Barbedor, dekan pariške cerkve in kapitelj iste cerkve, želimo, da je znano vsem, tako v sedanjosti kot prihodnosti, da ko se je gospod Josse iz Londona vrnil iz Jeruzalema, potem ko je z najbolj skrbno vdanostjo preučil pomoč, ki jo ponujajo ubogim in bolnim v bolnišnici blažene Marije v Parizu, je tam videl sobo, v kateri so bili po starem običaju nastanjeni ubogi kleriki in jo je, po našem nasvetu in po nasvetu učitelja Hilduina, pariškega kanclerja, takratnega odvetnika istega kraja, pridobil trajno za ceno 52 livrov od odvetnikov iste hiše, za uporabo omenjenih klerikov, pod pogojem, da bodo odvetniki teh – ti trajno zagotovili 18 šolarjem ustrezne postelje in vsak mesec dvanajst denarijev, vzetih iz miloščine, ki se zbira v skrinji. V zameno bodo omenjeni kleriki izmenično nosili križ in sveto vodo pred telesi pokojnikov v isti hiši in vsak večer obhajali sedem psalmov pokore in molitve, ki so bile od nekdaj predpisane. Da bi te določbe ostale trdne in stabilne, je omenjeni de Josse dosegel, da so to listino naše ustanove izdelali omenjeni kleriki, in zahteval, da se na dnu potrdi s tiskom našega pečata. Javno objavljeno v Parizu, v našem kapitlju, v letu Gospodovega učlovečenja 1180."
Kolegij osemnajstih je bil uničen med obnovo kolegija Sorbonne.